# Grand opéra
Il grand opéra è un genere operistico che ha dominato la scena francese fra gli anni venti e gli anni ottanta dell'Ottocento, sostituendosi alla tragédie lyrique molto in voga nel XVII e XVIII secolo. I primi esempi compiuti di grand opéra sono: La muta di Portici (La muette de Portici) (1828) di Daniel Auber e Guglielmo Tell (Guillaume Tell) (1829) di Gioachino Rossini.
L'autore più rappresentativo del genere è Giacomo Meyerbeer (1791-1864), compositore tedesco trasferitosi a Parigi dal 1827, che raggiunse il successo grazie ad alcune pregevoli opere quali Roberto il diavolo (Robert le diable) del 1831, Gli ugonotti (Les Huguenots) del 1836, Il profeta (Le prophète) del 1849 e L'Africana (L'Africaine), rappresentata postuma nel 1865. Tali creazioni vedono impegnato come librettista Eugène Scribe (generalmente in coppia con altri librettisti), uno tra più importanti drammaturghi francesi dell'Ottocento.
Altri esempi rilevanti di grand opéra sono: La favorita (La Favorite) e I martiri (Les martyrs) (1840) e Don Sebastiano (Dom Sébastien) (1843) di Gaetano Donizetti; Gerusalemme (Jérusalem) (1847), I vespri siciliani (Les vêpres siciliennes) (1855), Don Carlo (Don Carlos) (1867) di Giuseppe Verdi e I diavoli di Loudun (1969) di Krzysztof Penderecki.
Nei tratti essenziali del grand opéra di Meyerbeer-Scribe confluiscono le acquisizioni del teatro francese già riscontrabili nell'opéra-comique e nella tragédie lyrique del primo ventennio del XIX secolo. I libretti si incentrano su soggetti a sfondo storico, con forti contrasti passionali, bruschi cambi di situazione e colpi di scena (il pubblico francese dell'epoca nutriva un particolare interesse per trame avvincenti dal forte impatto emotivo). Nel grand opéra acquistano particolare rilievo le scene spettacolari, caratterizzate dall'impiego di numerose comparse, cortei, sfilate e balletti. 
Come già avveniva nell'opera francese del primo ventennio dell'Ottocento, vengono utilizzati temi musicali e motivi ricorrenti che riaffiorano nel corso della rappresentazione e che si ricollegano a determinati personaggi, stati d'animo o atmosfere.
L'opera si articola generalmente in cinque atti. Il suo pubblico appartiene prevalentemente ai ceti della borghesia urbana medio-alta.